# Андерссон, Карл-Эрик
Карл-Эрик А́ндерссон (швед. Karl-Erik "Cacka" Andersson; 16 января 1927 — 16 августа 2005) — шведский футболист, играл на позиции защитника. Бронзовый призёр летних Олимпийских игр 1952 года.

## Биография

### Клубная карьера
На протяжении своей карьеры, насчитывающую 13 сезонов, играл только за «Юргорден». Всего за «Юргроден» в лиге Аллсвенскан сыграл 174 матча и в 1955 году выиграл чемпионский титул. Завершил карьеру игрока в 1956 году.

### Карьера в сборной
Дебютировал за сборную Швеции 19 сентября 1948 года в матче со сборной Финляндии — матч завершился со счётом 2:2.
Был включён в состав олимпийской сборной на олимпийский футбольный турнир 1952 года, но на поле не выходил. Сборная Швеции на тех Олимпийских играх завоевала бронзовые медали. Всего за сборную Швеции сыграл 11 матчей.

### Карьера в других видах спорта
Помимо футбола, Андерссон играл в хоккей с мячом и хоккей с шайбой. В хоккее с шайбой на клубном уровне играл за «Юргорден» и «Мальмё». В состав «Юргордена» в 1950, 1954 и 1955 годах выигрывал чемпионат Швеции. Он является одним из немногих спортсменов Швеции, которые выигрывали чемпионат как в хоккее, так и в футболе.

### Смерть
Скончался 16 августа 2005 года в возрасте 78 лет.

## Достижения

### Как футболиста
«Юргорден»
- Чемпион Швеции (1): 1954/55

 Швеция
- Бронзовый призёр Олимпийских игр (1): 1952

### Как хоккеиста
«Юргорден»
- Чемпион Шведской элитной серии (3): 1950, 1954, 1955